# Коммунистическая организация Анголы
Коммунистическая организация Анголы (порт. Organização Comunista de Angola) — ангольская ультралевая маоистская группа второй половины 1970-х. Создана молодыми активистами МПЛА, обычно европейского происхождения, на идейной и кадровой основе Комитетов Амилкара Кабрала. Критиковала руководство Агостиньо Нето с радикальных коммунистических позиций, выступала против «подчинения советскому социал-империализму», требовала вывода кубинских войск из Анголы. Ликвидирована службой госбезопасности, активисты арестованы и эмигрировали после тюремного заключения.

## Комитеты

### Радикалы МПЛА
В ангольской войне за независимость антиколониальное движение МПЛА стояло на марксистских и прокоммунистических позициях. При этом различные фракции и течения противостояли Агостиньо Нето и его окружению, утвердившимся в руководстве с начала 1960-х. Этот фактор проявился и после того, как Революция гвоздик ускорила деколонизацию Португальской Анголы.
С весны 1974 в Луанде, в условиях студенческих и школьных беспорядков, организовалась группа радикальных молодых активистов и сторонников МПЛА — в основном университетских студентов. Они придерживались идеологии марксизма-ленинизма в самой радикальной версии. Большинство из них находились под влиянием маоизма, ходжаизма и сталинизма. Другие считали себя антисталинистами и вдохновлялись лозунгами Красного Мая-1968. При этом исследователи отмечают, что в конкретных условиях Анголы 1970-х коммунистические идеи не всегда носили тоталитарный характер (отмечался случай, когда ангольский маоист, посетивший КНР, разочарованно констатировал, что «теория не работает на практике»). Зачастую ультралевые стояли на радикально-популистских позициях, требовали «немедленной и прямой рабочей демократии».
Наиболее известными лидерами стали студенты Антониу Кошта Силва, Карлуш Тавейра, Руй Пенья Пиреш, Тимотео Маседу, Руй Рамуш (все европейского происхождения). Выделялся убеждённый маоист Тавейра, сторонник союза с Китаем, обеспокоенный ростом советского влияния в Анголе. Консолидации радикально-коммунистической молодёжи способствовало совместное прослушивание португалоязычных передач Радио Тираны и встречи с посещавшими Луанду португальскими ультралевыми активистами из группировки URML.
Первой организационной формой стали Комитеты Амилкара Кабрала (CAC), объединившие несколько сотен студентов и старших школьников. Некоторое время к ним примыкал известный ангольский писатель-коммунист Пепетела. Большинство активистов CAC были белыми и мулатами, почти все принадлежали к обеспеченным социальным слоям. Однако их агитация поначалу встретила отклик чернокожей бедноты городских трущоб.
Популярность CAC возросла летом 1974, когда в Луанде начались вооружённые столкновения между африканскими сторонниками деколонизации и консервативными белыми поселенцами. Инженер-португалец Помпилиу да Круш создал Ангольский фронт сопротивления, выступавший за «родезийский путь». В середине июля в трущобах погибли десятки людей. Активисты CAC, в большинстве своём белые португальцы, помогали чернокожим формировать свои боевые группы. CAC сумели собрать несколько крупных митингов в Луанде и Уамбо — десятки тысяч людей приходили со своими орудиями труда, которые можно было использовать как оружие (молотки, монтировки и т. п.).

### Конфликты и подавление
CAC поддержали руководство МПЛА в противостоянии ФНЛА, УНИТА и внутренней оппозиции (Восточное восстание Даниэла Чипенды, Активное восстание Вириату да Круша). Но они требовали от Агостиньо Нето и Лусио Лары более радикальной политики — немедленного и решительно декларированного разрыва с ФНЛА и УНИТА (в тот период антиколониальные движения формально выступали в коалиции), фактического свержения переходного правительства и последнего португальского губернатора Антониу Силва Кардозу, изгнания «бывших агентов ПИДЕ», подавления «саботажа и роста цен», введения 40-часовой рабочей недели. Они призывали перестроить МПЛА как «партию пролетариата», создать «сильную армию под партийным руководством», вести «затяжную войну против буржуазных властей». Основной принцип формулировался как «народная власть, а не национальная демократия». При этом CAC не располагали ни организационной структурой, ни тем более вооружёнными силами — их деятельность ограничивалась митинговой и печатной агитацией.
Лидеры МПЛА сами готовили разрыв коалиции и силовое столкновение с МПЛА и УНИТА, формировали вместо партизанской ЭПЛА регулярную армию — ФАПЛА, но ожидали наиболее подходящего момента. Агитация CAC целенаправленно использовалась ими для накаливания обстановки и усиления влияния МПЛА в массах городской бедноты.
Силовая конфронтация началась в июле 1975. ФАПЛА выбили из Луанды ФНЛА, УНИТА, сторонников Чипенды. Утвердившись у власти, руководители МПЛА утратили нужду в CAC. Со своей стороны, молодые радикалы усилили критику правящей группы — за коррупцию, элитарность, а главное, за союз с СССР и Кубой. Маоисты, ходжаисты, сталинисты и ультралевые «европейского типа» в равной мере были враждебны брежневской КПСС и фиделистской КПК.
За свои выступления CAC подверглись преследованиям. Активнее всех против них выступили Ниту Алвиш и его сторонники. Эти Nitistas тоже были ортодоксальными коммунистами, имели свои жёсткие претензии к Нето и особенно к Ларе. Но они придерживались однозначно просоветской ориентации. Кроме того, Nitistas негативно относились к политической роли белых и мулатов. Давление аппарата МПЛА вынудило CAC свернуть свою деятельность. Осенью 1975 комитеты распались.

## Организация

### Подполье
11 ноября 1975 была провозглашена независимость НР Ангола под властью МПЛА. Агостиньо Нето стал президентом, Лусио Лара занял вторую позицию в партии и государстве, Ниту Алвиш возглавил министерство внутренней администрации. В стране разгорелась полномасштабная гражданская война между прокоммунистическим правительством МПЛА и антикоммунистическими повстанцами УНИТА и ФНЛА.
Легальная деятельность, подобная CAC, была уже невозможна. Активисты создали подпольную Революционную организацию Анголы (ORA), вскоре переименованную в Коммунистическую организацию Анголы (OCA). Новая организация была уже однозначно и резко оппозиционной. Жёстче всего OCA осуждала кубинскую интервенцию и советское военно-политическое влияние. Руководителей МПЛА активисты OCA характеризовали как «марионеток советского социал-империализма», требовали немедленного вывода кубинских войск. Но их деятельность ограничивалась тайным написанием и распространением критических памфлетов.
Фразеология OCA во многом воспроизводила установки Компартии Китая. Однако показательно, что власти КНР не оказали своим ангольским сторонникам сколько-нибудь значимой поддержки. В ангольской гражданской войне коммунистическое правительство КНР поддерживало ФНЛА и УНИТА — организации антикоммунистические, но располагавшие массовой поддержкой и реальными вооружёнными силами. Подпольная группа OCA, безоружная и утратившая связи в трущобах, не могла противостоять МПЛА.
Непоследовательна была и позиция. Вывод кубинских войск означал неизбежное поражение в гражданской войне от УНИТА, поддержанной ЮАР — при том, что OCA считала антикоммунистов худшими своими врагами. Повторялись неясности 1974 года, когда CAC, стремившиеся к немедленному захвату власти, одновременно требовали отставки губернаторов Роза Коутинью и Силва Кардозу, поддерживавших МПЛА.

### Репрессии
Против OCA были брошены подразделения службы госбезопасности DISA. Аресты начались с конца 1975 (характерно высказывание офицера DISA, производившего арест Рамуша: «Теперь мы пришли за марксистами-ленинцами!»). В 1976 был арестован Тавейра. OCA официально квалифицирована как враждебная организация на заседании Политбюро МПЛА. Однако около ста человек продолжали агитацию OCA. Нелегально выпускалась газета Revolução Popular — Народная революция.
Яростную пропаганду против OCA вновь развернули просоветские Nitistas. В то же время, Алвиш и его сторонники решились на открытую конфронтацию с правящей группой Нето — Лары — Каррейры. 27 мая 1977 Nitistas подняли в Луанде Мятеж «фракционеров». В своих агитматериалах они призвали положить конец «сговору социал-демократов с маоистами» — «социал-демократом» неадекватно характеризовался Лара (при этом мулат, как и Каррейра), маоистами — члены OCA, которых неадекватно считали тайными союзниками властей.
Мятеж был подавлен с крайней жестокостью, почти все лидеры Nitistas убиты, развязаны массовые репрессии, жертвами которых стали десятки тысяч людей. Репрессивная кампания затронула и OCA. Практически все активисты, в том числе Кошта Силва, были арестованы DISA на протяжении 1977—1978.
Однако OCA не представляла той опасности, что Алвиш и его сторонники — имевшие заметную поддержку в армии и партгосаппарате, организационно связанные с населением трущоб. Членов OCA жёстко допрашивали, избивали, долго держали в тюрьмах, но оставили в живых — в отличие от большинства Nitistas. Последних заключённых, в том числе Тавейру, освободили в 1979—1980. Двадцатидневная голодовка вызвала правозащитную кампанию португальского Народно-демократического союза. Как отмечал Руй Рамуш, решающую роль в освобождении ряда политзаключённых сыграл Жозе Эдуарду душ Сантуш, в 1979 сменивший умершего Нето на посту президента.

## Судьбы и оценки
Карлуш Тавейра живёт в Канаде, работает компьютерным техником, издал книгу São Paulo, Prisão de Luanda — Сан-Паулу, тюрьма Луанды об ангольских репрессиях конца 1970-х, своём заключении и жестоких тюремных порядках. Руй Пенья Пиреш — известный социолог, Руй Рамуш — журналист, Тимотео Маседу — общественный деятель, руководитель организации защиты прав иммигрантов в Португалии. Антониу Кошта Силва примирился с МПЛА, стал функционером нефтяной госкомпании Sonangol, затем переехал в Португалию.
Португальская исследовательница Леонор Фигейреду характеризует столкновение OCA с МПЛА прежде всего как «конфликт поколений». По её мнению, руководители МПЛА, вернувшиеся из эмиграции или вышедшие из партизанских джунглей, не ожидали такого уровня общественной активности городской молодёжи. К этой активности они относились с сильными подозрениями и опасениями, старались поставить под контроль, а если не удавалось — подавляли репрессиями. Агостиньо Нето в самом факте самостоятельных выступлений CAC и OCA видел неуважение к себе лично и воспринимал как оскорбление.
Леонор Фигейреду также отмечает, что молодые романтики CAC-OCA, «несколько склонные к суициду», элементарно не представляли, за что берутся и с кем вступают в борьбу. Они искренне не ожидали, что против них будет применена репрессивная мощь режима. Карлуш Тавейра вспоминал, что осознание: власти не шутят, не терпят никакого инакомыслия и не намерены вести дискуссий — пришло к нему только в тюрьме. Режим МПЛА неуклонно и жёстко укреплял свою власть, отвечая сокрушительными ударами на любые попытки неподконтрольности. Идеологическая близость и даже заслуги перед партией при этом не принимались во внимание.
Обозреватели сравнивают CAC и OCA с современной молодёжной оппозицией в Анголе, с протестным движением рэпера Иконокласты. Идеологически марксистско-ленинская OCA и общедемократические протестующие не имеют общих черт. Но Леонор Фигейреду усматривает ментальное сходство — «мужество, готовность говорить то, что думают, противостоять гораздо более могущественным силам».